# Nikon Z 50
Die Nikon Z 50 ist ein spiegelloses Systemkameragehäuse des japanischen Herstellers Nikon mit Z-Bajonett, das am 10. Oktober 2019 im Rahmen einer Pressekonferenz vorgestellt wurde.

## Technische Merkmale
Die Z 50 ist ein spiegelloses Systemkameragehäuse mit einem Bildsensor in der von Nikon als DX-Format bezeichneten Größe von 23,5 × 15,7 mm. Die maximale Bildgröße beträgt 5568 × 3712 Pixel, die effektive Auflösung 20,9-Megapixel. Sie ist als dritte Kamera von Nikon mit dem Z-Bajonett ausgestattet und kann bis zu elf Fotos pro Sekunde aufnehmen. Auf eine Bildstabilisierung am Bildsensor wurde verzichtet. Die Z 50 verfügt wie die Z 5, Z 6 und Z 7 über einen 3,2 Zoll großen, neigbaren Touchscreen. Ebenso verfügt sie über 20 kamerainterne Effekte für Fotos und Videos sowie einen Augen-Autofokus.
Die Videofunktionen sind in einer Auflösung bis 4K/UHD mit 30 fps, die Zeitlupensequenzen in Full HD möglich. Abweichend von Z 6 und Z 7 ist die Z 50 mit einem Speicherkartenfach für SD-Speicherkarten ausgerüstet, XQD- und CFexpress-Karten können nicht verwendet werden.
Zeitgleich mit der Kamera wurden zwei Objektive im DX-Format für das Z-Bajonett vorgestellt. Der FTZ-Objektivadapter kann ebenfalls verwendet werden.
Für das Gehäuse wird wie bei den anderen Modellen der Z-Serie eine Magnesiumlegierung verwendet.

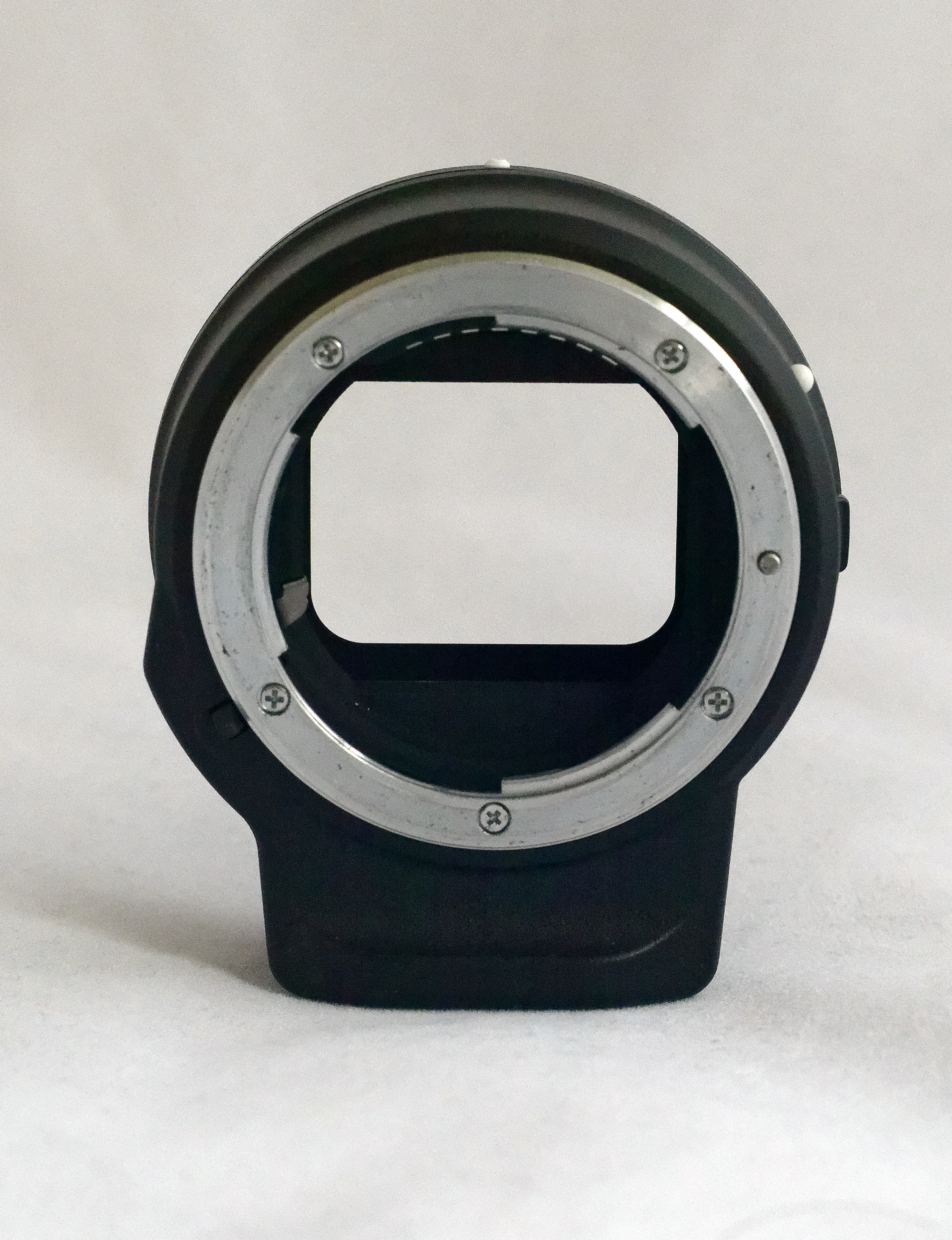
FTZ-Adapter, Vorderseite
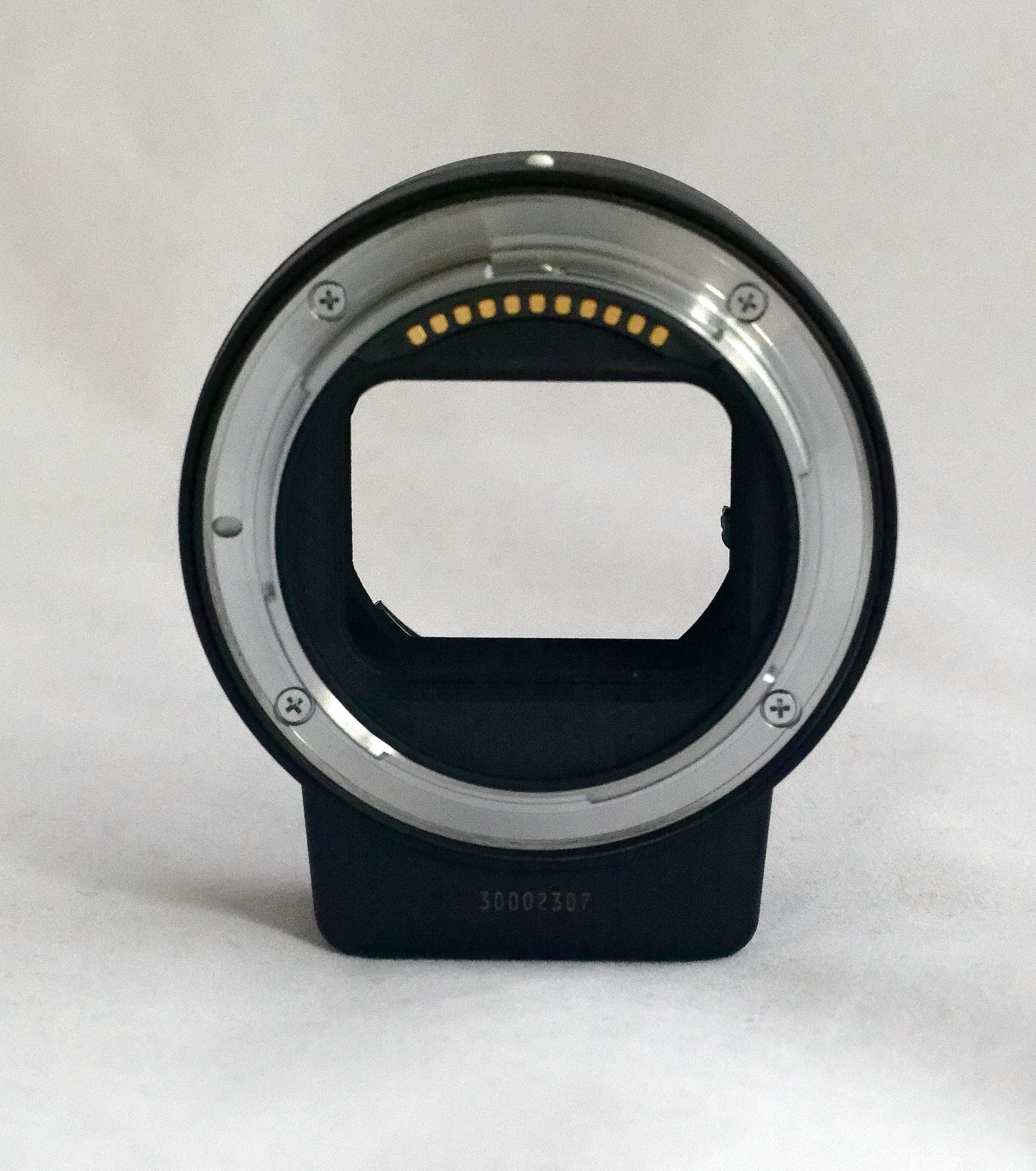
FTZ-Adapter, Rückseite

## Auszeichnungen
Das Kameragehäuse wurde 2020 von der Technical Image Press Association (TIPA) als bestes fortgeschrittenes APS-C-Systemkameragehäuse ausgezeichnet.